# Alba Gómez Gabriel
Alba Gómez Gabriel (Sant Pere de Ribes, 1983) és una periodista i escriptora catalana. És llicenciada en Teoria de la Literatura i Literatura Comparada. El 2024 va guanyar el 44è Premi BBVA Sant Joan de literatura catalana amb la novel·la Jo soc l’última plaça.